# Municipio de Coal Valley
El municipio de Coal Valley (en inglés: Coal Valley Township) es un municipio ubicado en el condado de Rock Island en el estado estadounidense de Illinois. En el año 2010 tenía una población de 4408 habitantes y una densidad poblacional de 141,11 personas por km².

## Geografía
El municipio de Coal Valley se encuentra ubicado en las coordenadas 41°26′13″N 90°28′23″O / 41.43694, -90.47306. Según la Oficina del Censo de los Estados Unidos, el municipio tiene una superficie total de 31.24 km², de la cual 30,5 km² corresponden a tierra firme y (2,35 %) 0,73 km² es agua.

## Demografía
Según el censo de 2010, había 4408 personas residiendo en el municipio de Coal Valley. La densidad de población era de 141,11 hab./km². De los 4408 habitantes, el municipio de Coal Valley estaba compuesto por el 94,76 % blancos, el 1,16 % eran afroamericanos, el 0,2 % eran amerindios, el 1,2 % eran asiáticos, el 0,93 % eran de otras razas y el 1,75 % eran de una mezcla de razas. Del total de la población el 3,47 % eran hispanos o latinos de cualquier raza.